# 萨德里
萨德里（Sadri），是印度拉贾斯坦邦Pali县的一个城镇。总人口24403（2001年）。

## 人口
该地2001年总人口24403人，其中男性12173人，女性12230人；0—6岁人口4386人，其中男2295人，女2091人；识字率44.98%，其中男性为58.49%，女性为31.54%。